# 메이프렌즈
메이프렌즈(mayfriends)는 메이페이퍼(maypaper)에서 내놓은  SNS 캐릭터들 또는 캐릭터 사용 어플리케이션인 앱을 가리킨다.

## 메이프렌즈
메이프렌즈(mayfriends)는 메이(may), 크리스티앙, 타샤, 개집사(가브리엘), 산토 등의 캐릭터들이 모여있다.

## 프리티콘 앱
프리(Free)하고 프리티(Pretty)하다는 의미를 담고있는 프리티콘(Freeticon)앱은 '아무도 못말리는 메이프렌즈'을 포함하는 메이프렌즈(mayfriends) 외에도 계라니, 오 마이 지저스, 치토 등 재미있는 수 많은 메이프렌즈 패밀리 이모티콘을 무료로 사용할 수 있도록 제공하고 있다.

## 같이 보기
- 카카오프렌즈
- 라인프렌즈
- 어밴드브이